# Mistrovství světa v jízdě na skibobech 2012
XXXIV. ročník Mistrovství světa v jízdě na skibobech 2012 se konal v českém středisku v Deštné v Orlických horách od 24. února do 26. února 2012 a v rakouském středisku Aigen im Mühlkreis 9. března 2012. Na programu šampionátu byl závod v super G, obřím slalomu, slalomu a kombinaci a to v kategorii mužů a žen.

## Medailové pořadí zemí
| Pořadí | Země           | Zlato | Stříbro | Bronz | Celkově |
| ------ | -------------- | ----- | ------- | ----- | ------- |
| 1.     | Česko (CZE)    | 6     | 4       | -     | 10      |
| 2.     | Rakousko (AUT) | 2     | 4       | 8     | 14      |
|        | Celkem         | 8     | 8       | 8     | 24      |

## Medailisté

### Muži
| Disciplína  | Zlato                        | Stříbro                      | Bronz                             |
| ----------- | ---------------------------- | ---------------------------- | --------------------------------- |
| super G     | Pavel Čiháček Česko (CZE)    | David Krejčí Česko (CZE)     | Christian Ablinger Rakousko (AUT) |
| obří slalom | Pavel Čiháček Česko (CZE)    | Dušan Kudrnovský Česko (CZE) | Gerhard Hauer Rakousko (AUT)      |
| slalom      | Gerhard Hauer Rakousko (AUT) | Pavel Čiháček Česko (CZE)    | Christian Ablinger Rakousko (AUT) |
| kombinace   | Pavel Čiháček Česko (CZE)    | Gerhard Hauer Rakousko (AUT) | Christian Ablinger Rakousko (AUT) |

### Ženy
| Disciplína  | Zlato                             | Stříbro                         | Bronz                             |
| ----------- | --------------------------------- | ------------------------------- | --------------------------------- |
| super G     | Kerstin Zoisterová Rakousko (AUT) | Alena Housová Česko (CZE)       | Iris Lienhardová Rakousko (AUT)   |
| obří slalom | Alena Housová Česko (CZE)         | Iris Lienhardová Rakousko (AUT) | Kerstin Zoisterová Rakousko (AUT) |
| slalom      | Alena Housová Česko (CZE)         | Iris Lienhardová Rakousko (AUT) | Kerstin Zoisterová Rakousko (AUT) |
| kombinace   | Alena Housová Česko (CZE)         | Iris Lienhardová Rakousko (AUT) | Kerstin Zoisterová Rakousko (AUT) |